# Sámod
Sámod község Baranya vármegyében, a Sellyei járásban.

## Fekvése
Sámod kis ormánsági zsákfalu, lényegében egyutcás település, Vajszlótól néhány kilométerre keletre. Legközelebbi szomszédai nyugatról Baranyahídvég, kelet felől pedig Adorjás; déli és északi irányból jobbára lakatlan mezőgazdasági területek határolják.

### Megközelítése
Közúton csak a Harkány-Sellye-Darány közt húzódó 5804-es út felől lehet megközelíteni, a faluba vezető 58&nbap;129-es számú mellékút leágazása nagyjából félúton helyezkedik el a két kisváros között. A környező kisebb települések közül Kisszentmártonnal az 58 132-es, Kisszentmárton-Majláthpusztával pedig az 58 131-es számú mellékút köti össze.

## Története
Az Árpád-kori település nevét 1244-ben említették először az oklevelek Samud néven. A település a Bár–Kalán nemzetség birtoka volt.
1244-ben Gurk fia Gurk itteni sámodi birtokrészét 6 M-ért eladta Pósa fiának, Nána ispánnak.
1257-ben Nána ispán IV. Béla király engedélyével az egész sámodi uradalmat és a hozzá tartozó 13 falut feleségére, Majs leányára ruházta át, és egy tagban lévő határát is leiratta. E határjárás a mai Sámod, Hídvég, Páprád és Besence területét foglalta magába.
1266-ban Nána ispán 15 faluval együtt a margitszigeti apácákra hagyta, mely adományt 1276-ban a pápa is megerősített, most már 12 faluval.
1286-ban Tétény nemzetségből származó Pekri Pál lerombolta az apácák Sámod faluját, s kárpótlásként 12 ökröt adott nekik, később pedig Németi Ambrus fia Jakab fia János foglalta el Pápráddal együtt, s csak 1322-ben adta vissza, s kártérítésként 32 ökröt, 3 kancát, 3 csikóval, 20 disznót adott.
1334-ben papja 8 bani pápai tizedet fizetett.

## Közélete

### Polgármesterei
- 1990–1994: Bónis Imre (független)[3]
- 1994–1998: Ifj. Bónis Imre (független)[4]
- 1998–2002: Bónis Imre (független)[5]
- 2002–2006: Bonis Imre (független)[6]
- 2006–2010: Bónis Imre János (MSZP)[7]
- 2010–2014: Bónis Imre János (MSZP)[8]
- 2014–2019: Bónis Imre János (MSZP)[9]
- 2019–2024: Bónis Imre (MSZP)[10]
- 2024– : Bónis Imre János (MSZP)[1]

## Népesség
A település népességének változása:
| Lakosok száma | 187  | 181  | 173  | 177  | 167  | 178  | 179  | 193  |
|               | 2013 | 2014 | 2015 | 2019 | 2021 | 2022 | 2023 | 2024 |

A 2011-es népszámlálás során a lakosok 94,1%-a magyarnak, 27,6% cigánynak, 0,5% németnek mondta magát (5,9% nem nyilatkozott; a kettős identitások miatt a végösszeg nagyobb lehet 100%-nál). A vallási megoszlás a következő volt: római katolikus 64,9%, református 14,1%, evangélikus 0,5%, görögkatolikus 1,1%, felekezeten kívüli 9,2% (10,3% nem nyilatkozott).
2022-ben a lakosság 91,6%-a vallotta magát magyarnak, 14,6% cigánynak, 0,6% németnek, 0,6% egyéb, nem hazai nemzetiségűnek (8,4% nem nyilatkozott; a kettős identitások miatt a végösszeg nagyobb lehet 100%-nál). Vallásuk szerint 47,2% volt római katolikus, 10,7% református, 1,1% izraelita, 0,6% görög katolikus, 0,6% egyéb keresztény, 2,2% egyéb katolikus, 9,6% felekezeten kívüli (28,1% nem válaszolt).

## Nevezetességei
- Református temploma

## Külső hivatkozások
- Sámod Önkormányzatának honlapja